# Armstrong Whitworth Aircraft
La Sir W. G. Armstrong Whitworth Aircraft Company, conosciuta più semplicemente come Armstrong Whitworth Aircraft, fu un'azienda aeronautica britannica attiva nella progettazione, sviluppo e produzione di dirigibili, aerei civili e militari e sistemi d'arma.

## Storia
La Armstrong Whitworth Aircraft venne fondata come Aerial Department (dipartimento aeronautico) del gruppo Sir W. G Armstrong Whitworth & Company a Newcastle upon Tyne nel 1912, affidando da circa il 1914 al 1917, la direzione tecnica al progettista aeronautico di origini olandese Frederick Koolhoven (da qui il prefisso "F.K." utilizzato nei primi modelli).
Per aumentare la propria capacità industriale nel campo aeronautico nel 1920 la Armstrong Whitworth decise di acquisire la Siddeley-Deasy, azienda attiva nella produzione di automobili, motori aeronautici e, durante la prima guerra mondiale, di velivoli militari su licenza, fino a quel momento di proprietà Armstrong Siddeley. Quando, nel 1927, la Vickers Limited e la Armstrong Whitworth si fusero per dare origine alla Vickers-Armstrongs, la Armstrong Whitworth Aircraft e la Armstrong Siddeley vennero acquistate dall'imprenditore britannico John Davenport Siddeley il quale decise di non entrare nella nuova realtà aziendale. Questo creò due distinte aziende che integravano nella loro ragione sociale il marchio Armstrong, la Vickers-Armstrongs (normalmente citata semplicemente come "Vickers") e la "Armstrong-Whitworth".
Nel 1935 John Davenport Siddeley decise di ritirarsi e la Armstrong Whitworth Aircraft venne acquistata dalla Hawker Aircraft, operazione che diede origine al nuovo gruppo Hawker Siddeley Aircraft. Le aziende che componevano la Hawker Siddeley cooperavano nello sviluppo di progetti comuni ma continuarono ad operare come singole entità.
La Armstrong Whitworth Aircraft cessò di esistere come azienda quando venne fusa con un'altra azienda facente capo al gruppo Hawker Siddeley, la Gloster Aircraft Company, per formare la Whitworth Gloster Aircraft nel 1961. Dal 1963 la Hawker Siddeley decise di non utilizzare più i marchi delle singole aziende del gruppo così che l'ultimo modello che portava il nome Armstrong Whitworth, l'Argosy, venne da quell'anno commercializzato come Hawker Siddeley Argosy.

## Produzione

### Velivoli
La data di primo volo è indicata tra parentesi
Armstrong Whitworth Aerial Department
- Armstrong Whitworth F.K.1 (1914) – "Sissit"
- Armstrong Whitworth F.K.3 (1915)
- Armstrong Whitworth F.K.6 (1916) – caccia di scorta triplano
- Armstrong Whitworth F.K.8 (1916) –  "Big Ack" (1 200 esemplari)
- Armstrong Whitworth F.K.9 (1916)
- Armstrong Whitworth F.K.10 (1917) – "Quadriplane" (8 esemplari)
- Armstrong Whitworth Armadillo
- Armstrong Whitworth Ara (1919)
- Armstrong Whitworth Tadpole
- Armstrong Whitworth Siskin (1919)

Armstrong-Siddeley Aircraft
- Armstrong-Siddeley Sinaia (1921) – bombardiere (1 esemplare)[1]

Armstrong-Whitworth Aircraft
- Armstrong Whitworth Awana (1923)
- Armstrong Whitworth Wolf (1923)
- Armstrong Whitworth Atlas (1925)
- Armstrong Whitworth Ajax (1925)
- Armstrong Whitworth A.W.14 Starling
- Armstrong Whitworth Ape (1926)

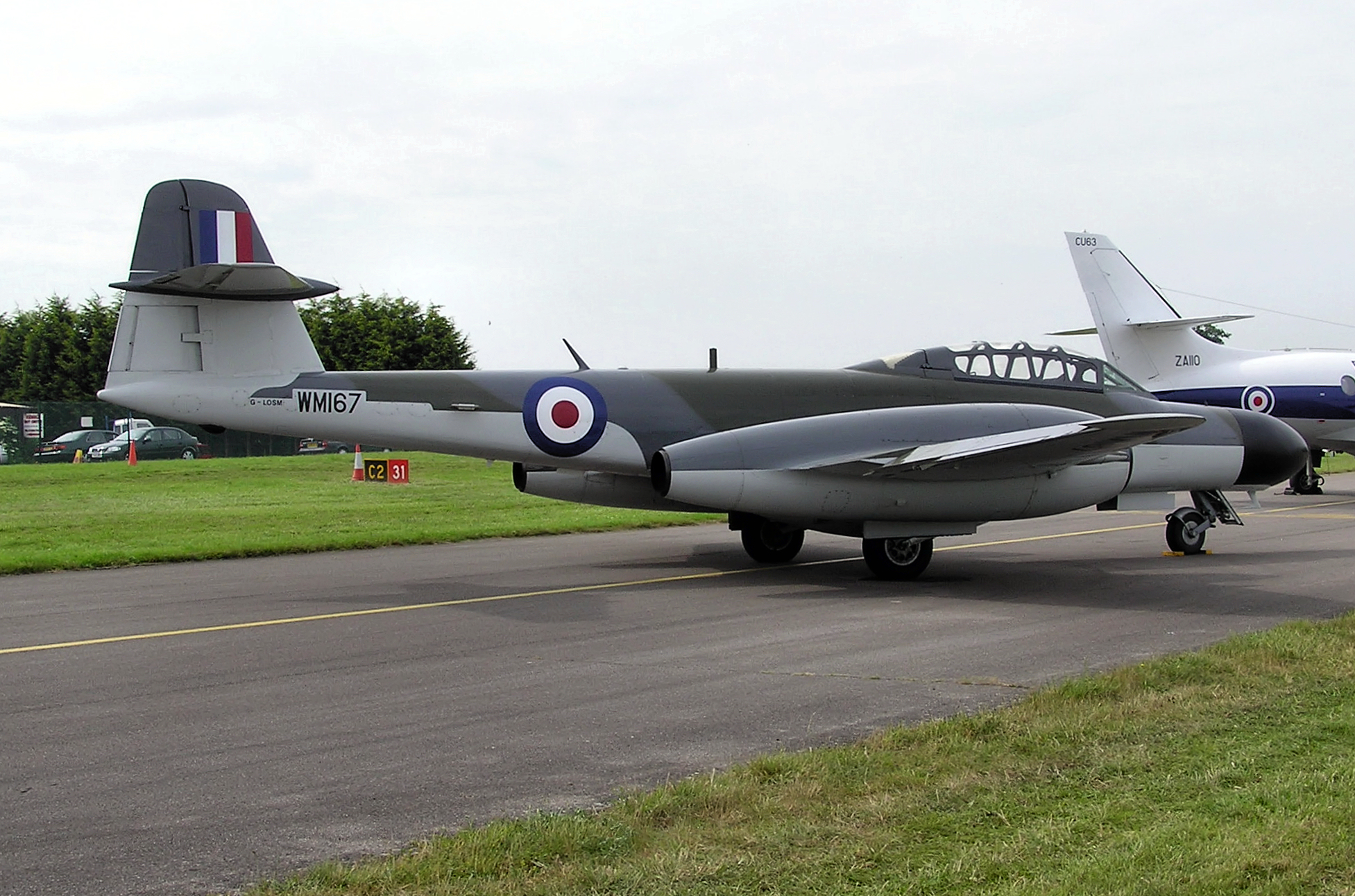
Il Gloster Meteor NF11 ex-Royal Air Force (RAF code WM167) fotografato al Classic Jet Air Show 2005, Kemble Airport, Kemble, Gloucestershire. Venne costruito dalla Armstrong Whitworth nel 1952 presso lo stabilimento di Baginton (Coventry).

- Armstrong Whitworth Argosy (1926)
- Armstrong Whitworth A.W.16
- Armstrong Whitworth A.W.17 Aries (1930)
- Armstrong Whitworth A.W.15 Atalanta (1932)
- Armstrong Whitworth A.W.19 (1934)
- Armstrong Whitworth A.W.23 (1935)
- Armstrong Whitworth A.W.29
- Armstrong Whitworth A.W.35 Scimitar (1935)
- Armstrong Whitworth A.W.38 Whitley (1936)
- Armstrong Whitworth A.W.27 Ensign (1938)
- Armstrong Whitworth A.W.41 Albemarle (1940)
- Armstrong Whitworth A.W.52 (1947) – ala volante, solo prototipo Il Gloster Meteor NF11 ex-Royal Air Force (RAF code WM167) fotografato al Classic Jet Air Show 2005, Kemble Airport, Kemble, Gloucestershire. Venne costruito dalla Armstrong Whitworth nel 1952 presso lo stabilimento di Baginton (Coventry).
- Armstrong Whitworth Apollo (1949)
- Armstrong Whitworth Argosy (A.W.650 / 660) (1959)
- Armstrong Whitworth A.W.681 – progetto di aereo da trasporto militare STOL
- Armstrong Whitworth A.W.169 – progetto per rispondere alla Operational Requirement F.155 per un caccia intercettore supersonico ad alta quota
- Armstrong Whitworth A.W.171 – ala volante VTOL
- Hawker Sea Hawk – prodotto come parte della Hawker Siddeley Aircraft
- Armstrong Whitworth Meteor NF.11 – riprogettazione del Gloster Meteor prodotto come parte della Hawker Siddeley Aircraft

### Dirigibili
- R25r
- R29
- R33

### Missili
- Sea Slug missile